# Peter H. Wendover
Peter Hercules Wendover (* 1. August 1768 in New York City; † 24. September 1834 ebenda) war ein US-amerikanischer Politiker. Zwischen 1815 und 1821 vertrat er den Bundesstaat New York im US-Repräsentantenhaus.

## Werdegang
Peter Hercules Wendover wurde ungefähr sieben Jahre vor dem Ausbruch des Unabhängigkeitskrieges in New York City geboren und wuchs dort auf. Er genoss eine gute Schulbildung. Danach hielt er mehrere öffentliche Ämter. Er war 1796 Mitglied der Freiwilligen Feuerwehr von New York City. Wendover nahm 1801 und 1821 als Delegierter an der verfassunggebenden Versammlung von New York teil. Er saß 1804 in der New York State Assembly. Politisch gehörte er der von Thomas Jefferson gegründeten Demokratisch-Republikanischen Partei an. Bei den Kongresswahlen des Jahres 1814 wurde Wendover im zweiten Wahlbezirk von New York in das US-Repräsentantenhaus in Washington, D.C. gewählt, wo er am 4. März 1815 die Nachfolge von Jotham Post junior und William Irving antrat, welche zuvor zusammen den zweiten Distrikt im US-Repräsentantenhaus vertraten. Er wurde zwei Mal in Folge wiedergewählt. Da er im Jahr 1820 auf eine erneute Kandidatur verzichtete, schied er nach dem 3. März 1821 aus dem Kongress aus. Danach war er zwischen 1822 und 1825 als Sheriff in Manhattan tätig. Er starb am 24. September 1834 und wurde auf dem Dutch Reformed Church Cemetery beigesetzt.